# Жабљане
Жабљане је насељено место града Лесковца у Јабланичком округу. Према попису из 2022. било је 503 становника.

## Етимологија
Земљиште на коме је село засељено и оно около села је веома ниско и подводно. Колико је то земљиште било подводно доказ су називи локалитета у његовом атару: Луке поред Вучјанке, Луке поред Ветернице, Лазареве рупе, Језеро. Сви ови локалитети су донедавне прошлости били под водом, а у њима је било много барског света, нарочито жаба. По том мноштву жаба, село се звало најпре Жабља Бара, Жабаре (скраћено од Жабље Баре) и најзад Жабљане. Иако и сада постоји притисак воде из Ветернице, Вучанке и Ботуње, површинска вода се изгубила у свим сличним местима, а нестало је и језеро на месту Језеро, па су сва та места данас плодне њиве.

## Географија

### Положај
Ово село је лоцирано северозападно у наставку Вучја. Развојем, пре свега текстилне индустрије у Вучју у другој половини двадесетог века, ова су се два места спојила у једну целину. Жабљане је равничарско село, иако му се један део атара простире у правцу кукавичкик брегова, и на тај начин раздваја атаре Вучја и Брзе.

### Хидрографија
Кроз Жабљане теку Ветерница и Вучјанка, где се налази и ушће Вучјанке у Ветерницу. Поред њих су кроз ово село и токови Ботуње (Мала Ботуња), која долази из правца Брзе, затим Каменитица, чији је извор испод Збежишта. На локалитету Горње селиште, где су воћњаци села Жабљана, налази се кладенац.
Захваљујући притиску воде из Ветернице, Вучјанке, затим из Мале Ботуње и Каменитице и низини земљишта, изданске воде су изобилне и блиске површини, па се лако копају бунари, и свака кућа има свој бунар за потребе домаћинства и стоке. Само вода из тих бунара је „тешка", супротно од воде из Вучанке, чија вода спада у „најмекше" воде Европе.

### Земља
Атар овог села протеже се између атара села Вучја, Белог Потока, Радоњице, Бунушког Чифлука, Брзе и 36ежишта и заузима простор од 444 хектара, од чега на обрадиве површине отпада 230 хектара. Земљиште носи називе: њиве: Сланиште, Вучанке, Средорек, Луке Конак (по господарској кући која је на овом потесу била), Брестар, Горине, Луке (поред Ветернице), Смуге, Лештар, Kpушкар, Доње селиште, Лазарева рупа (низина) Тршевине (изнад села у правцу Кукавице) Језеро; ливаде: Соколовица, Гукавица, Шиљковица; шуме: Горње селиште, Јованов чукар, Огорели џгар, Обешеник, Талпени мост (испод Збежишта), Ливачики, Антанасов камен и Куса долина.

## Историја
Жабљане је старо село. По турским дефтерима о попису становништва у Дубочици из 15. века, село Жабља Бара, потоње Жабаре, а сада Жабљане било је 1450. године тимар (спахијско лено) неког Мехмеда Видимлије. Хан не помиње Жабљане, као ни нека већа села Поречја, али је оно у доба његовог пропутовања кроз овај крај (1858) морало бити знатне величине, јер је одмах по ослобођењу од Турака 1877. године имало 46 пореских глава. Село је било господарско, као и сва околна села и последњи господари овог села били су извесни Садик и Суља, субаша жабљански. По казивању Милана Ранђеловића, из Жабљана, Суља се презивао Oсмановић. Име Суља се помиње и међу последњим господарима села Брзе и Радоњице. Могуће је да је то иста личност, јер се села Брза и Радоњица граниче са атаром села Жабљана. У брзанском атару постоји више локалитета који указују на неког Суљу, међу којима су „Суљин караманац“ и „Суљина бача“. Што се тиче господара села Радоњице – Суље, за њега се зна да је био субаша жабљански, дакле највероватније овај жабљански господар Суља, по Милану Ранђеловићу, Османовић.
Као господарско село Жабљане је плаћало аграрни дуг, али није један случај продаје имања инсолвентних Жабљанчана.
Овде се налази Црква Свете Петке у Жабљану.

## Демографија
У насељу Жабљане живи 572 пунолетна становника, а просечна старост становништва износи 40,3 година (37,7 код мушкараца и 43,1 код жена). У насељу има 190 домаћинстава, а просечан број чланова по домаћинству је 3,81.
Ово насеље је великим делом насељено Србима (према попису из 2002. године).
|             | \| Демографија[2] \| Демографија[2] \| Демографија[2] \| \| Година \| Становника \| Становника \| \| -------------- \| -------------- \| -------------- \| \| 1948. \| 437 \| \| \| 1953. \| 467 \| \| \| 1961. \| 575 \| \| \| 1971. \| 658 \| \| \| 1981. \| 747 \| \| \| 1991. \| 769 \| 761 \| \| 2002. \| 724 \| 733 \| \| 2011. \| 572 \| \| \| 2022. \| 503 \| \| |            |
| Демографија | |            |
| Година      | Становника | Становника |
| 1948.       | 437 |            |
| 1953.       | 467 |            |
| 1961.       | 575 |            |
| 1971.       | 658 |            |
| 1981.       | 747 |            |
| 1991.       | 769 | 761        |
| 2002.       | 724 | 733        |
| 2011.       | 572 |            |
| 2022.       | 503 |            |

| Етнички састав према попису из 2002.‍ | Етнички састав према попису из 2002.‍ | Етнички састав према попису из 2002.‍ | Етнички састав према попису из 2002.‍ | Етнички састав према попису из 2002.‍ |
| ------------------------------------ | ------------------------------------ | ------------------------------------ | ------------------------------------ | ------------------------------------ |
|                                      |                                      |                                      |                                      |                                      |
| Срби                                 | Срби                                 |                                      | 719                                  | 99,30%                               |
| Македонци                            | Македонци                            |                                      | 1                                    | 0,13%                                |
| Албанци                              | Албанци                              |                                      | 1                                    | 0,13%                                |
| Југословени                          | Југословени                          |                                      | 1                                    | 0,13%                                |
| непознато                            | непознато                            |                                      | 2                                    | 0,27%                                |

| Година пописа     | 1948. | 1953. | 1961. | 1971. | 1981. | 1991. | 2002. |
| ----------------- | ----- | ----- | ----- | ----- | ----- | ----- | ----- |
| Број домаћинстава | 66    | 74    | 105   | 153   | 181   | 183   | 190   |

| Број чланова      | 1  | 2  | 3  | 4  | 5  | 6  | 7 | 8 | 9 | 10 и више | Просек |
| ----------------- | -- | -- | -- | -- | -- | -- | - | - | - | --------- | ------ |
| Број домаћинстава | 22 | 36 | 24 | 36 | 31 | 30 | 9 | 2 | 0 | 0         | 3,81   |

| Пол    | Укупно | Неожењен/Неудата | Ожењен/Удата | Удовац/Удовица | Разведен/Разведена | Непознато |
| ------ | ------ | ---------------- | ------------ | -------------- | ------------------ | --------- |
| Мушки  | 313    | 83               | 211          | 12             | 6                  | 1         |
| Женски | 303    | 45               | 208          | 42             | 8                  | 0         |
| УКУПНО | 616    | 128              | 419          | 54             | 14                 | 1         |

| Пол    | Укупно                    | Пољопривреда, лов и шумарство | Рибарство                            | Вађење руде и камена | Прерађивачка индустрија       |
| ------ | ------------------------- | ----------------------------- | ------------------------------------ | -------------------- | ----------------------------- |
| Мушки  | 110                       | 19                            | 0                                    | 0                    | 51                            |
| Женски | 92                        | 7                             | 0                                    | 0                    | 61                            |
| УКУПНО | 202                       | 26                            | 0                                    | 0                    | 112                           |
| Пол    | Производња и снабдевање   | Грађевинарство                | Трговина                             | Хотели и ресторани   | Саобраћај, складиштење и везе |
| Мушки  | 2                         | 9                             | 4                                    | 2                    | 6                             |
| Женски | 0                         | 1                             | 4                                    | 2                    | 2                             |
| УКУПНО | 2                         | 10                            | 8                                    | 4                    | 8                             |
| Пол    | Финансијско посредовање   | Некретнине                    | Државна управа и одбрана             | Образовање           | Здравствени и социјални рад   |
| Мушки  | 1                         | 1                             | 7                                    | 4                    | 1                             |
| Женски | 1                         | 1                             | 2                                    | 5                    | 4                             |
| УКУПНО | 2                         | 2                             | 9                                    | 9                    | 5                             |
| Пол    | Остале услужне активности | Приватна домаћинства          | Екстериторијалне организације и тела | Непознато            | Непознато                     |
| Мушки  | 3                         | 0                             | 0                                    | 0                    | 0                             |
| Женски | 1                         | 0                             | 0                                    | 1                    | 1                             |
| УКУПНО | 4                         | 0                             | 0                                    | 1                    | 1                             |

## Саобраћај
Данас преко села Жабљана пролази главни пут који преко Вучја спаја Лесковац са Мирошевцем, Барјем и другим даљим насељима. Саобраћај преко овог пута је веома жив, јер је пут од Стројковца, преко Радоњице и Бунушког Чифлука мекан и неупотребљив за тешка моторна возила, нарочито зими и за време киша.